# Laplace-Azimut
Als Laplace-Azimut wird ein genaues, um den Einfluss der Lotabweichung reduziertes Azimut zwischen zwei Vermessungspunkten (Trigonometrischen Punkten) im Netz erster Ordnung bezeichnet. Es dient zur Kontrolle und Berichtigung der Fehlerfortpflanzung in ausgedehnten  Triangulationsnetzen.
Die Bestimmung eines Laplaceazimuts beinhaltet:
- die präzise Messung eines oder zweier astronomischer Azimute, wobei die Trigonometrischen Punkte mindestens 20 km Abstand haben sollten;
- die Messung beider Lotabweichungs-Komponenten {\displaystyle \xi } und {\displaystyle \eta } (nördliche und östliche Komponente);
- die Korrektion des astronomischen Azimuts (bezüglich des wahren Lotes) auf ein geodätisches Azimut (bezüglich des Referenzellipsoids der Landesvermessung).

Die Fundamentalpunkte vieler Landesvermessungsnetze, die meist im 19. Jahrhundert festgelegt wurden, weisen kleine systematische Fehler auf, die vor allem aus der damals noch schwierigen Zeitbestimmung herrühren. Solche Einflüsse wirken sich als nach außen zunehmende Verdrehungen des Netzes aus, die an den Rändern größerer Staaten einige cm/km ausmachen können und Laplace-Widerspruch genannt werden. Sie können mittels einiger im Netz verteilter Laplace-Azimute bestimmt und durch moderne Verfahren der Netzausgleichung nahezu beseitigt werden. Eines der ersten länderübergreifenden Projekte, bei dem die Richtungskontrolle mit Laplace-Azimuten erfolgte, war das Europanetz und sein Datumsübergang vom ED50 auf das ED79.